# Мервский округ
Мервский округ — единица административного деления Туркменской ССР, существовавшая с декабря 1924 по август 1926 года. Административный центр — город Мерв.
Образован в 1924 году путём объединения Мервского и Тедженского уездов.
Изначально делился на 2 уезда: Мервский и Тедженский.
В январе 1925 вместо уездов было образовано 5 районов: Байрам-Алийский, Мервский, Пендинский, Серахский, Тедженский. Вскоре Пендинский район был переименован в Тахта-Базарский. В январе 1926 образован Иолотанский район.
В августе 1926 округ был упразднён, а его районы переданы в прямое подчинение Туркменской ССР.
По данным переписи 1926 года численность населения составляла 265,4 тыс. чел. В том числе туркмены — 79,9 %; русские — 7,5 %; белуджи — 3,8 %; армяне — 1,8 %; афганцы — 1,5 %.